# 100 Melhores Empresas para Trabalhar

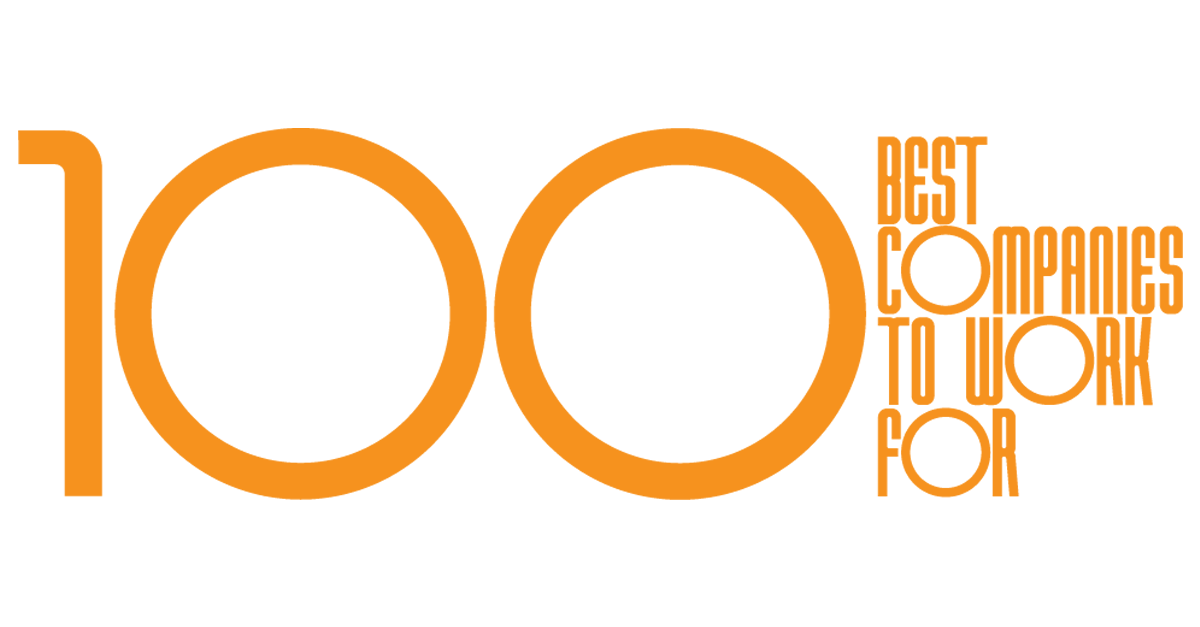
O logotipo da lista das 100 Melhores Empresas para Trabalhar da Fortune.

As 100 Melhores Empresas para Trabalhar (100 Best Companies to Work For) é uma lista anual publicada pela revista Fortune que classifica as empresas dos EUA com base na felicidade e vantagens dos funcionários. Como a Fortune 500, a lista inclui empresas públicas e privadas. A lista foi publicada pela primeira vez em 1998. A Cisco Systems ficou em primeiro lugar no ranking mais recente de 2021, seguida por Salesforce, Hilton Worldwide e Wegmans Food Markets.

## Metodologia
Para compilar a lista, a Fortune fez parceria com o Great Place to Work Institute para pesquisar um grupo aleatório de funcionários de cada empresa. A pontuação de uma empresa é baseada na Trust Index Employee Survey" e na "Culture Audit".
De acordo com a revista, o Índice de Confiança "faz perguntas relacionadas às atitudes dos funcionários sobre a credibilidade da administração, satisfação geral no trabalho e camaradagem". A Auditoria Cultural inclui "perguntas detalhadas sobre programas de remuneração e benefícios e uma série de perguntas abertas sobre práticas de contratação, métodos de comunicação interna, treinamento, programas de reconhecimento e esforços de diversidade".
A metodologia foi criticada por ser muito superficial ao se concentrar principalmente em vantagens, liderança e sucesso financeiro, em oposição à cultura real do local de trabalho e ao senso de propósito.

## Resultados
A Alphabet ficou em primeiro lugar oito vezes e apareceu todos os anos de 2006 a 2018 (a empresa também desapareceu da lista semelhante da Glassdoor).   Além disso, Wegmans, SAS Institute, W.L. Gore, REI, Goldman Sachs, TDIndustries, Publix, Four Seasons, Whole Foods, The Container Store, Cisco, Marriott, Genentech e Nordstrom estiveram todos na lista pelo menos 17 vezes.
Em 2011, o professor de finanças Alex Edmans publicou um artigo no Journal of Financial Economics mostrando que as 100 Melhores Empresas para Trabalhar superaram seus pares em retornos totais aos acionistas em 2,1–3,5% de 1984–2009.
 